# Monumento ai Pellegrini
Il monumento ai Pellegrini di Provincetown fu eretto tra il 1907 e il 1910 per commemorare il primo sbarco dei Padri Pellegrini in America, avvenuto nei pressi dell'attuale porto di Provincetown nel 1620.
Si tratta di un campanile alto 77 metri (252-foot-7+1⁄2-inch), caratteristica che ne fa la struttura in granito più alta degli Stati Uniti.
Per scegliere il progetto per realizzare il monumento venne indetto un concorso, vinto dall'architetto Willard T. Sears, che si ispirò alla torre del Mangia di Siena. Nel 1907 il Presidente Theodore Roosevelt pose la prima pietra che diede avvio ai lavori di costruzione del monumento.
All'epoca della realizzazione il progetto venne criticato perché non presentava alcun chiaro riferimento ai padri pellegrini. Inoltre già nella città di Boston era stata costruita nel 1892 una copia in mattoni della torre senese.
Secondo Edmund J. Carpenter, nel libro, The Pilgrims and their Monument (1911) l'ammontare delle spese di progettazione e costruzione ammontarono a 91.252,82 $
Oggi, alla base del monumento, si trova un museo.